# Фридрих I (Майсен)
Вижте пояснителната страница за други личности с името Фридрих I.
Фридрих I, „Ухапания“ (на немски: Friedrich, der Freidige, Friedrich der Gebissene, * 1257 в замък Вартбург в Айзенах, † 16 ноември 1323 в Айзенах) от род Ветини е маркграф на Майсен и ландграф на Тюрингия от 1292 до 1323 г. и последният от род Хоенщауфен.
Фридрих се нарича сам Фридрих III, крал на Йерусалим и Сицилия, херцог на Швабия, ландграф на Тюрингия и пфалцграф на Саксония.
Фридрих е вторият син на ландграф Албрехт II от Майсен и на Маргарета фон Хоенщауфен (1237 – 1270), дъщерята на император Фридрих II.
През 1270 г. майка му Маргарета фон Хоенщауфен го ухапва от мъка по бузата, когато бяга от съпруга си от Вартбург, и така той е наречен „Ухапания“.
Понеже баща му предпочита полубрат му Апиц, той воюва с него с помощта на брат си Дитрих IV от Лужица. През 1281 г. той попада в затвор, но през 1289 г. след дълга борба получава от баща му правата си.
През 1321 г. той е парализиран след мозачен удар и умира на 16 ноември 1323 г. По-късно е преместен от Айзенах в замък Грименщай в Гота, гробът му обаче е направен в Рейнхардсбрун.

## Семейство
Фридрих е женен два пъти:
- 1. брак на 1 януари 1286 г. с Агнес, графиня от Гьорц и Тирол († 14 май 1293), дъщеря на граф Майнхард II от Гьорц и Тирол и на Елизабет Баварска (1227 – 1273). Елизабет Баварска била омъжена в първи брак за Конрад IV и е майка на Конрадин. Те имат син:

1. Фридрих Сакатия (* 9 май 1293; † 13 януари 1315 в Цвенкау), женен на 8 август 1308 в Майсен за Анна фон Саксония-Витенберг († 22 ноември 1327), дъщеря на курфюрст Албрехт II от Саксония

- 2. брак на 24 август 1300 г. с Елизабет, графиня от Лобдебург-Арнсхаугк (* 1286, † 22 август 1359 в Гота), дъщеря на Хартман XI от Лобдебург-Арнсхаугк. Двамата имат децата:

1. Елизабет (* 1306, † 1368), ∞ с Хайнрих II от Хесен
2. Фридрих II (* 30 ноември 1310 в Гота, † 18 ноември 1349 в Айзенах) от 1323 г. до 1349 г. ландграф на Тюрингия и маркграф на Майсен.